# Кубок Европы УЕФА среди женщин
Кубок Европы УЕФА среди женщин (англ. UEFA Women's Europa Cup) — ежегодный международный турнир по футболу среди женских клубов, основанный в 2023 году. Его первый розыгрыш состоится в сезоне 2025/26. Второй по значимости турнир в европейском женском футболе после Лиги чемпионов УЕФА.

## История
В 2001 году был основан Женский кубок УЕФА, в 2009 году он был переименован в Лигу чемпионов УЕФА среди женщин.
4 декабря 2023 года УЕФА анонсировал создание второго европейского турнира для женщин, первый розыгрыш которого был запланирован на сезон 2025/26. 16 декабря 2024 года было объявлено название турнира — Кубок Европы УЕФА среди женщин (англ. UEFA Women's Europa Cup).

## Формат
Как и в случае с Лигой Европы УЕФА в мужском футболе, клубы могут попасть в этот турнир либо на основании позиции в лиге по итогам предыдущего сезона, либо выбыв из квалификационных раундов Лиги чемпионов УЕФА. Однако в отличие от мужских турниров в Кубке Европы не будет групповой (общей) стадии, турнир проводится по кубковой системе с выбыванием проигравших команд. В каждом раунде, включая финал, участники сыграют по два матча — домашний и выездной, по сумме двух встреч будет определяться победитель.
В турнире примут участие 44 команды: 13 команд квалифицируются напрямую, 31 команда — из числа выбывших во втором и третьем квалификационных раундах Лиги чемпионов.
|                           | Команды, начинающие с этого раунда | Команды, вышедшие из предыдущего раунда | Команды, перешедшие из Лиги чемпионов |
| ------------------------- | --- | --------------------------------------- | --- |
| Первый раунд (24 команды) | - 7 команд, занявших второе место в национальном чемпионате из ассоциаций 18—24 - 6 команд, занявших третье место в национальном чемпионате из ассоциаций 8—13 |                                         | - 7 команд, занявших третье место в мини-турнире второго квалификационного раунда (путь чемпионов) - 4 команды, занявшие третье место в мини-турнире второго квалификационного раунда (путь лиг) |
| Второй раунд (32 команды) | | - 12 победителей Первого раунда         | - 4 команды, проигравшие в Третьем квалификационном раунде (Путь чемпионов) - 5 команд, проигравших в Третьем квалификационном раунде (Путь лиги) - 7 команд, занявших второе место в мини-турнире второго квалификационного раунда (путь чемпионов) - 4 команды, занявшие второе место в мини-турнире второго квалификационного раунда (путь лиг) |
| 1/8 финала (16 команд)    | | - 16 победителей Второго раунда         | |